# Лизосомальная липаза

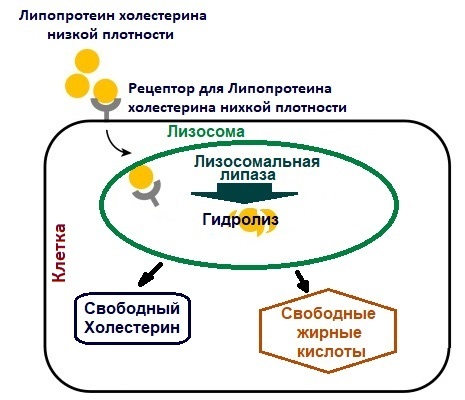
Действие Лизосомальной липазы в клетке

Лизосомальная липаза — форма липазы, которая действует внутриклеточно в лизосомах. Кодируется геном липазы А (LIPA).
Липопротеин низкой плотности попадает в клетку через свой Липопротеиновый рецептор. Образующаяся лизосома гидролизует Эфиры Холестерина и Триглицериды. В итоге образуются Свободные жирные кислоты и Свободный Холестерин.
Ее нехватка является причиной болезни Вольмана.
При необходимости может подавляться Хлорпромазином.